# Batalla de Kousséri
La batalla de Kousséri entre les forces alemanyes i franceses es va dur a terme des de finals d'agost fins al 25 de setembre de 1914 a Kousséri, al nord-est de Kamerun, durant la campanya de Kamerun de la Primera Guerra Mundial.
El resultat de l'acció va ser que els francesos van capturar la fortalesa de Kousséri i la guarnició alemanya es va retirar cap a Mora.

## Antecedents
Després de l'esclat de la Primera Guerra Mundial, les forces franceses destinades al Fort Lamy (situat en la frontera entre Àfrica Equatorial Francesa i Kamerun), sota el comandament del coronel Largeau, van envair la colònia alemanya. El seu objectiu era capturar la fortalesa alemanya de Kousséri, prop del llac Txad, que permetiria a les forces franceses ajudar els britànics en els seus atacs contra les forces alemanyes a l'oest de Kamerun.
La guarnició alemanya, al comandament del tinent Siegfried Kallmeyer, estava formada per 31 homes. Quan es va saber que els francesos els estaven envaint, van reclutar 5 homes més de la ciutat de Kousséri. Kallmeyer va envoltar la fortalesa amb filferro d'arç gruixut.

## Batalla
A finals d'agost, els francesos van enviar 250 fusellers i una peça d'artilleria per a capturar la fortalesa alemanya.
Els primers atacs francesos sobre la fortalesa van ser repel·lits per les metralladores alemanyes i va donar lloc a fortes baixes. A més, la peça d'artilleria francesa va ser destruïda pels alemanys.
Després d'aquests fracassos, els francesos es van retirar a Fort Lamy, però va tornar amb reforços el 20 de setembre de 1914. Tenint en compte la mida de la seva força en comparació amb els francesos i el cansament que havia sorgit després dels atacs continus, el tinent Kallmeyer va decidir que quedar-se per a lluitar era inútil i que la retirada era l'única opció.

## Conseqüències
Poc després de la mitjanit del 25 de setembre, arran d'un fort atac francès contra el fort, els soldats alemanys es van retirar de Kousséri. Enmig del caos i entre el filferro d'arç, els alemanys es van separar. Es van dirigir cap a la fortalesa alemanya de Mora, aproximadament a 150 km al sud-oest, i van arribar allà entre el 28 de setembre i el 9 d'octubre. Només van sobreviure 25 dels 37 soldats de la guarnició. La resta van morir en combat, capturats durant la fugida o en el desert. La resta de membres del destacament van participar posteriorment en el setge de Mora.
Després de la captura del fort alemany el 25 de setembre, els francesos el van canviar el nom per Fort Foureau.